# Grotte d'Aroeira
La grotte d'Aroeira est une chambre où deux dents, ainsi qu'un crâne prénéandertalien d'environ 400 000 ans, ont été découverts depuis 2014. Les fossiles étaient accompagnés d'outils de pierre et de restes de faune calcinés qui témoignent d'une maitrise du feu. Ces éléments nous renseignent sur la diversité du peuplement européen au Pléistocène moyen et enrichissent le scénario d'apparition des prénéandertaliens. 

## Système karstique d'Almonda
La grotte est un élément du système karstique d'Almonda, réseau de passes avec de nombreuses entrées scellées par des effondrements. L'escarpement de 70 m qui s'élève au-dessus de la rivière Almonda, affluent du Tage, s'ouvre en plusieurs cavités fossilifères. Depuis 1987, des restes humains et des niveaux riches de toutes les périodes du Paléolithique et du début du Néolithique y ont été mis au jour.  En 1991, des recherches spéléogéologiques ont identifié un cône de sédiments dans ces conduits, avec des restes de faune du Pléistocène et des outils de pierre. Elles menèrent à la localisation d'une entrée cachée, la grotte d'Aroeira.

## Découvertes
La grotte d'Aroeira a bénéficié d'une première campagne de fouilles entre 1998 et 2002, qui ont mis au jour une grande quantité de bifaces acheuléens associés avec des restes de faune et deux dents humaines, Aroeira 1 et 2, relativement grandes par rapport à celles de la Sima de los Huesos.

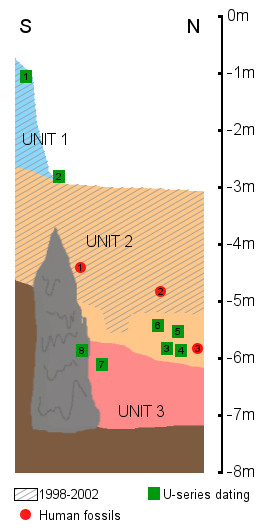
Stratigraphie de la grotte d'Aroeira. Le crâne Aroeira 3 a été trouvé au fond de la couche 2.

La grotte a une stratigraphie d'environ 4 m d'épaisseur, avec trois unités principales. Le crâne a été découvert dans l'unité 2, épaisse d'environ 2 m, qui comporte aussi des outils acheuléens. 387 outils lithiques ont été découverts, dont 17 bifaces, 27 outils avec des traces de retouches, 43 nuclei, et 180 éclats et débris, et enfin 114 résidus, mais dont certains peuvent avoir été apportés de l'extérieur lors des fouilles. La quartzite est la matière privilégiée, le silex est rare. Le débitage Levallois est absent.
Les restes de faune sont très morcelés. On trouve des dents isolées, des phalanges, des os du carpe et du tarse et des fragments de bois. Au total, 209 sont présents : 58 fragments de cervidés, dont Dama et Cervus, ainsi que 46 équidés. Deux fragments de rhinocérotidés ont été découverts, à la fois Stephanorhinus et Hundsheimensis, ainsi que quatre d'ours, un d'un large bovidé (bison), un capriné et une tortue (Testudo). Certains sont calcinés, à la base de la couche 2 et en association avec les outils de pierre et le crâne.

## Le crâne Aroeira 3
La seconde campagne de fouilles débutée en 2013 a permis de découvrir en 2014 un crâne fossile. Contemporain de la Sima de los Huesos, de la Caune de l'Arago et de Ceprano, c'est un prénéandertalien adulte qui témoigne de la diversité des hommes en Europe au Pléistocène moyen et enrichit le scénario d'apparition des prénéandertaliens.

## Datation
Plusieurs prélèvements des unités lithostratigraphiques ont été analysés par la méthode uranium-thorium et fournissent une chronologie cohérente. D'abord, une stalagmite a été enterrée sous les sédiments, sa formation leur est donc antérieure. La datation de sa surface (prélèvement 8) à 406 ± 30 ka plafonne l'âge des couches suivantes auxquelles le crâne appartient. Puis le plafond sédimentaire de la grotte (prélèvement 2) fournit lui un âge minimum, et est daté de 418+37
 −27 ka. L'âge du crâne est ainsi compris entre 390 et 436 ka. Des cristaux de calcite dans les fissures du crâne ont aussi été analysés et sont datés de 390 ± 14 ka et 408 ± 18 ka (prélèvements 3 et 4), cohérents avec les mesures précédentes.